# Sean Gelael
Muhammad Sean Ricardo Gelael, vagy egyszerűen Sean Gelael (Jakarta, 1996. november 1. –) indonéz autóversenyző, korábban a Red Bull Junior csapatának tagja volt.

## Magánélete
Édesapja Ricardo "Kadok" Gelael üzletember, édesanyja Rini S Bono színésznő. Dick Gelael unokája, aki a Gelael Supermarket alapítója. Apja a Kentucky Fried Chicken (KFC) gyorsétteremlánc Indonéz üzleteinek a tulajdonosa és forgalmazója.

## Pályafutása

### A kezdetek
2011-ben megnyerte az ázsiai Gokartbajnokságot a Formula 125 Senior Open kategóriában.
Hazájában, Indonéziában kezdte meg pályafutását a Formula Pilota China formulaautós sorozatban 2012-ben. Első szezonját összetett 4. helyen zárta és a 2. helyet érte el a "Legjobb Ázsiai tehetség" rangsorban. Még ebben az évben vendégként lehetőséget kapott a Formula Abarathban a BVM csapatnál a zárófordulóban, Monzában.

### Formula–3
2013-ban már az Formula–3 Európa-bajnokságban állt rajthoz Double R Racing színeiben, de az évadot jelentősebb eredmény nélkül, pont nélkül zárta. Emellett a Brit Formula–3-as bajnokságban is versenyzett Antonio Giovinazzi csapattársaként. Első dobogóját a géposztályban Silverstone-ban szerezte egy 3. hely formájában. 2014-re kontraktust írt alá a Carlinhoz. 2014. május 10-én első pontját szerezte az Európa-bajnokságban, amikor a 10. helyen intették le a Paul Ricard-on. A legjobb eredménye végül egy 7. pozíció volt a Red Bull Ringről.

### Formula Renault
2015. január 20-án bejelentésre került, hogy új szerződést kötött a Carlin gárdájával, azonban a Formula Renault 3.5-ben szereplő istállóhoz Tom Dillmann mellé.

### GP2/Formula–2
Még 2015-ben a Formula–1 utánpótlás-szériájában, a GP2-ben is bemutatkozott több fordulóban, először a Hungaroringen.
2016-ra teljes éves állást kapott a spanyol Campos Racing-től. Első dobogóját a Red Bull Ringen aratta, amikor a futamot megnyerő csapattársa, Mitch Evans mögött futott be másodikként.
2017-ben a már FIA Formula–2 bajnokság néven szereplő szériában maradt az Arden csapatánál. Norman Nato házon belül sokkal jobb teljesítményt nyújtott, mint Gelael, aki csupán négy versenyen végzett a pontszerzők között.
2018-ra az egyik éllovas istállóhoz, a Prema Racing-hez igazolt a holland Nyck de Vries mellé. Monacóban egy 2. helyet gyűjtött be, ami után több pontot már nem ért el a kiírás folyamán. A 2019-es idényre meghosszabbították kontraktusát, ahol új csapattársat kapott a 2018-as Formula–3 Európa-bajnokság győztese, Mick Schumacher személyében. 2019. július 12-én a Brit forduló egyik szabadedzésén történt ütközés után a versenyfelügyelők őt találták vétkesnek, amelynek következtében a mezőny végére sorolták vissza. Később személyes okokra hivatkozva visszalépett a futamoktól.
2020-ra elhagyta a Premát és konstruktőri bajnoki címvédő DAMS csapatához csatlakozott, Sérgio Sette Câmara helyére. 2020. augusztus 16-án a Spanyol nagydíj főversenyén súlyos gerincsérüléseket szenvedett, miután ráhajtott a pálya mellett elhelyezett, megmagasított rázókövekre. Négy versenyhétvégét kényszerült kihagyni, addig a Red Bull Junior Team tagja, Jüri Vips helyettesítette. Az évben több kiesése is volt, valamint számos technikai hiba is hátráltatta, ennek is köszönhetően a tabellán a 21. helyet foglalta el, mindössze 3 egységgel. Ezek után édesapja, Ricardo Gelael bejelentette, hogy fia nem folytatja a versenyzést a Formula–2-ben.

### Formula–1
2017 augusztus végén a Toro Rosso bejelentette, hogy a 2017-es szezonban négy versenyhétvégén is autóba ülteti, az első szabadedzéseken. Ezekre Szingapúrban, Malajziában, az Egyesült Államokban és Mexikóban kerül majd sor. A bahreini és a budapesti évközi teszteken már vezette a csapat autóját.

### Sportautózás
A 2015–16-os évadban a télen futó ázsiai Le Mans-szériában az Eurasia Motorsport által felkészített Jagonya Ayam kis csapat színeiben Antonio Giovinazzi váltótársaként részt vett két fordulóban, Buriramban és Sepangban, amelyeket egyaránt megnyerték. 2021-re teljes szezont futott a Jota Sport autójában, ahol végül az összetett 2. helyén végzett.
Miután kiszállt a Formula–2-ből a 2021-es WEC-szezonra a Jota Sport szerződtette  Stoffel Vandoorne és Tom Blomqvist mellé.  A szezon eleji két dobogós hely után a trió a  Le Mans-i 24 órás versenyen is a 2. helyen végzett. Annak ellenére, hogy a szezont további pódiumos fellépésekkel zárták, a bajnoki címet elvesztették a belga Team WRT-vel szemben. Érdekesség, hogy a sok dobogó ellenére, futamon győzniük nem sikerült. 
2022-ben folytatta a versenyzést a WEC-ben, és csapatot váltott, az előző évi bajnok WRT-hez szerződött, Robin Frijns és René Rast mellé. Miután egy erős 2. hellyel kezdték az évet egy esőtől lerövidített sebringi viadalon, első kategóriagyőzelmét is megszerezte a Spa-Francorchamps 6 órás versenyen. A Le Mans-i 24 órás versenyen a kategória pole-ból indulva, kénytelen voltak kiállni, miután csapattársa a korlátoknak ütközött. Monzában egy műszaki hiba miatt elért 12. hely miatt már zsinórban a második futamon veszítették el a pontokat. Az utolsó előtti futamon, Fujiban Laurens Vanthoor csatlakozott hozzájuk, akivel sikerült megnyerni a futamot. A bahreini 8 órás újabb győzelem ellenére, a bajnokságban 21 ponttal kikaptak a Jotától.
2023 elején Valentino Rossival és három másik pilótával részt vett a dubai 24 órás versenyen, egy BMW M4 GT3-mal. A felállás a 3. helyen végzett. Harmadik évében a világbajnokságon Frijns és Habsburg Ferdinánd lett a partnere.

## Eredményei

### Karrier összefoglaló
| Év      | Bajnokság                   | Csapat                    | Verseny     | Győzelem    | Pole        | Leggyorsabb kör | Dobogó      | Pont        | Helyezés    |
| ------- | --------------------------- | ------------------------- | ----------- | ----------- | ----------- | --------------- | ----------- | ----------- | ----------- |
| 2012    | Formula Pilota China        | Eurasia Motorsport        | 18          | 1           | 1           | 2               | 6           | 132         | 4.          |
| 2012    | Formula Abarth              | BVM                       | 3           | 0           | 0           | 0               | 0           | 0           | HN‡         |
| 2013    | Formula–3 Európa-bajnokság  | Double R Racing           | 30          | 0           | 0           | 0               | 0           | 0           | 28.         |
| 2013    | Brit Formula–3-as bajnokság | Double R Racing           | 12          | 0           | 0           | 1               | 3           | 78          | 8.          |
| 2013    | Masters of Formula–3        | Double R Racing           | 1           | 0           | 0           | 0               | 0           | 0           | Kiesett     |
| 2014    | Formula–3 Európa-bajnokság  | Carlin                    | 33          | 0           | 0           | 0               | 0           | 25          | 18.         |
| 2014    | Brit Formula–3-as bajnokság | Carlin                    | 3           | 0           | 0           | 0               | 3           | 0           | HN‡         |
| 2015    | Formula Renault 3.5 Series  | Carlin                    | 17          | 0           | 0           | 0               | 0           | 7           | 19.         |
| 2015    | GP2                         | Carlin                    | 9           | 0           | 0           | 0               | 0           | 0           | 30.         |
| 2015–16 | Ázsiai Le Mans-széria       | Jagonya Ayam Eurasia      | 2           | 2           | 1           | 0               | 2           | 51          | 3.          |
| 2016    | GP2                         | Pertamina Campos Racing   | 22          | 0           | 0           | 0               | 1           | 24          | 15.         |
| 2016    | WEC                         | Extreme Speed Motorsports | 3           | 0           | 0           | 0               | 1           | 40          | 12.         |
| 2016    | Európai Le Mans-széria      | SMP Racing                | 1           | 0           | 0           | 0               | 0           | 10          | 24.         |
| 2017    | Formula–2                   | Arden International       | 22          | 0           | 0           | 0               | 0           | 17          | 15.         |
| 2017    | Formula–1                   | Toro Rosso                | Tesztpilóta | Tesztpilóta | Tesztpilóta | Tesztpilóta     | Tesztpilóta | Tesztpilóta | Tesztpilóta |
| 2018    | Formula–2                   | Prema Racing              | 23          | 0           | 0           | 0               | 1           | 29          | 15.         |
| 2018    | Formula–1                   | Toro Rosso                | Tesztpilóta | Tesztpilóta | Tesztpilóta | Tesztpilóta     | Tesztpilóta | Tesztpilóta | Tesztpilóta |
| 2019    | Formula–2                   | Prema Racing              | 20          | 0           | 0           | 0               | 0           | 15          | 17.         |
| 2019    | Formula–1                   | Toro Rosso                | Tesztpilóta | Tesztpilóta | Tesztpilóta | Tesztpilóta     | Tesztpilóta | Tesztpilóta | Tesztpilóta |
| 2020    | Formula–2                   | DAMS                      | 14          | 0           | 0           | 0               | 0           | 3           | 21.         |
| 2021    | WEC                         | Jota Sport                | 6           | 0           | 0           | 0               | 5           | 131         | 2.          |
| 2021    | Ázsiai Le Mans-széria       | Jota Sport                | 4           | 2           | 0           | 0               | 3           | 78          | 2.          |
| 2021    | Európai Le Mans-széria      | Jota Sport                | 1           | 0           | 0           | 0               | 1           | 0           | HN‡         |
| 2022    | WEC                         | WRT                       | 6           | 3           | 0           | 1               | 4           | 116         | 2.          |
| 2023    | WEC                         | Team WRT                  | 7           | 0           | 0           | 0               | 2           | 94          | 4.          |
| 2023–24 | Ázsiai Le Mans-széria       | Team Project 1            | 2           | 0           | 0           | 0               | 0           | 12          | 19.         |
| 2023–24 | Ázsiai Le Mans-széria       | Saintéloc Racing          | 1           | 0           | 0           | 0               | 0           | 12          | 19.         |
| 2024    | WEC                         | Team WRT                  | 0           | 0           | 0           | 0               | 0           | 0           | —           |

* A szezon jelenleg is zajlik.
‡ Mivel Gelael vendégpilóta volt, ezért nem részesült bajnoki pontokban.

### Teljes Formula–3 Európa bajnokság eredménysorozata
(Táblázat értelmezése)

(Félkövér: pole-pozícióból indult; dőlt: leggyorsabb kört futott) 

| Év   | Csapat          | 1        | 2        | 3        | 4        | 5        | 6         | 7        | 8        | 9        | 10       | 11       | 12       | 13       | 14       | 15        | 16       | 17       | 18       | 19       | 20       | 21       | 22       | 23       | 24       | 25       | 26        | 27       | 28       | 29       | 30       | 31       | 32       | 33      | Helyezés | Pont |
| ---- | --------------- | -------- | -------- | -------- | -------- | -------- | --------- | -------- | -------- | -------- | -------- | -------- | -------- | -------- | -------- | --------- | -------- | -------- | -------- | -------- | -------- | -------- | -------- | -------- | -------- | -------- | --------- | -------- | -------- | -------- | -------- | -------- | -------- | ------- | -------- | ---- |
| 2013 | Double R Racing | MNZ 1 14 | MNZ 2 16 | MNZ 3 17 | SIL 1 24 | SIL 2 16 | SIL 3 18† | HOC 1 21 | HOC 2 27 | HOC 3 Ki | BRH 1 23 | BRH 2 22 | BRH 3 Ki | RBR 1 22 | RBR 2 17 | RBR 3 20† | NOR 1 Ki | NOR 2 21 | NOR 3 15 | NÜR 1 20 | NÜR 2 18 | NÜR 3 13 | ZAN 1 17 | ZAN 2 20 | ZAN 3 20 | VAL 1 Ki | VAL 2 21  | VAL 3 Ki | HOC 1 25 | HOC 2 24 | HOC 3 13 |          |          |         | 28.      | 0    |
| 2014 | Carlin          | SIL 1 15 | SIL 2 20 | SIL 3 Ki | HOC 1 13 | HOC 2 20 | HOC 3 22  | PAU 1 10 | PAU 2 Ki | PAU 3 Ki | HUN 1 10 | HUN 2 21 | HUN 3 13 | SPA 1 18 | SPA 2 13 | SPA 3 13  | NOR 1 9  | NOR 2 17 | NOR 3 6  | MSC 1 17 | MSC 2 17 | MSC 3 11 | RBR 1 12 | RBR 2 7  | RBR 3 10 | NÜR 1 16 | NÜR 2 21† | NÜR 3 11 | IMO 1 10 | IMO 2 16 | IMO 3 Ki | HOC 1 10 | HOC 2 18 | HOC 3 8 | 18.      | 25   |

† A versenyt nem fejezte be, de helyezését értékelték, mert a versenytáv több, mint 90%-át teljesítette.

### Teljes Formula Renault 3.5 Series eredménylistája
(Táblázat értelmezése)

(Félkövér: pole-pozícióból indult; dőlt: leggyorsabb kört futott) 

| Év   | Csapat | 1        | 2        | 3       | 4        | 5        | 6        | 7        | 8        | 9        | 10       | 11       | 12       | 13       | 14       | 15       | 16       | 17      | Helyezés | Pont |
| ---- | ------ | -------- | -------- | ------- | -------- | -------- | -------- | -------- | -------- | -------- | -------- | -------- | -------- | -------- | -------- | -------- | -------- | ------- | -------- | ---- |
| 2015 | Carlin | ESP 1 Ki | ESP 2 15 | MON 1 8 | BEL 1 15 | BEL 2 12 | HUN 1 15 | HUN 2 Ki | AUT 1 Ki | AUT 2 Ki | GBR 1 Ki | GBR 2 10 | GER 1 15 | GER 2 16 | FRA 1 16 | FRA 2 17 | JER 1 16 | JER 2 9 | 19.      | 7    |

### Teljes GP2-es eredménylistája
(Táblázat értelmezése)

(Félkövér: pole-pozícióból indult; dőlt: leggyorsabb kört futott) 

| Év   | Csapat        | 1          | 2          | 3          | 4          | 5         | 6          | 7         | 8          | 9          | 10         | 11         | 12         | 13         | 14         | 15         | 16         | 17          | 18         | 19          | 20          | 21         | 22         | Helyezés | Pont |
| ---- | ------------- | ---------- | ---------- | ---------- | ---------- | --------- | ---------- | --------- | ---------- | ---------- | ---------- | ---------- | ---------- | ---------- | ---------- | ---------- | ---------- | ----------- | ---------- | ----------- | ----------- | ---------- | ---------- | -------- | ---- |
| 2015 | Carlin        | BHR1 FEA   | BHR1 SPR   | ESP FEA    | ESP SPR    | MON FEA   | MON SPR    | AUT FEA   | AUT SPR    | GBR FEA    | GBR SPR    | HUN FEA 18 | HUN SPR 20 | BEL FEA 20 | BEL SPR 21 | ITA FEA    | ITA SPR    | RUS FEA 19  | RUS SPR 21 | BHR2 FEA 23 | BHR2 SPR 15 | UAE FEA Ki | UAE SPR T  | 30.      | 0    |
| 2016 | Campos Racing | ESP FEA 17 | ESP SPR 13 | MON FEA 13 | MON SPR Ki | EUR FEA 7 | EUR SPR Ki | AUT FEA 2 | AUT SPR Ki | GBR FEA 21 | GBR SPR 18 | HUN FEA 22 | HUN SPR 10 | GER FEA Ki | GER SPR Ki | BEL FEA 18 | BEL SPR 15 | ITA FEA Kiz | ITA SPR 16 | MAL FEA 16  | MAL SPR Ki  | UAE FEA Ki | UAE SPR 21 | 15.      | 24   |

† A versenyt nem fejezte be, de helyezését értékelték, mert a versenytáv több, mint 90%-át teljesítette.

### Teljes FIA Formula–2-es eredménysorozata
(Táblázat értelmezése)

(Félkövér: pole-pozícióból indult; dőlt: leggyorsabb kört futott) 

| Év   | Csapat              | 1           | 2           | 3           | 4          | 5          | 6          | 7           | 8           | 9           | 10          | 11          | 12          | 13         | 14         | 15         | 16         | 17         | 18         | 19         | 20         | 21          | 22          | 23          | 24          | Helyezés | Pont |
| ---- | ------------------- | ----------- | ----------- | ----------- | ---------- | ---------- | ---------- | ----------- | ----------- | ----------- | ----------- | ----------- | ----------- | ---------- | ---------- | ---------- | ---------- | ---------- | ---------- | ---------- | ---------- | ----------- | ----------- | ----------- | ----------- | -------- | ---- |
| 2017 | Arden International | BHR FEA 17  | BHR SPR 17  | ESP FEA 15  | ESP SPR 16 | MON FEA 13 | MON SPR 12 | AZE FEA 14  | AZE SPR 10  | AUT FEA 10  | AUT SPR 11  | GBR FEA 9   | GBR SPR 16  | HUN FEA 14 | HUN SPR 10 | BEL FEA 15 | BEL FEA 17 | ITA FEA 5  | ITA SPR 6  | JER FEA 16 | JER SPR 16 | UAE FEA 15  | UAE SPR 14  |             |             | 15.      | 17   |
| 2018 | Prema Racing        | BHR FEA 7   | BHR SPR 16  | AZE FEA 10  | AZE SPR Ki | ESP FEA Ki | ESP SPR 6  | MON FEA 2   | MON SPR Ki  | FRA FEA Ki  | FRA SPR 18  | AUT FEA 13  | AUT SPR Ki  | GBR FEA Ki | GBR SPR 16 | HUN FEA 13 | HUN SPR 11 | BEL FEA 16 | BEL SPR Ki | ITA FEA 11 | ITA SPR Ki | RUS FEA Ni  | RUS SPR 12  | UAE FEA 17  | UAE FEA Ki  | 15.      | 29   |
| 2019 | Prema Racing        | BHR FEA Ki  | BHR SPR 10  | AZE FEA 6   | AZE SPR 8  | ESP FEA 9  | ESP SPR 9  | MON FEA Ki  | MON SPR 15  | FRA FEA Ki  | FRA SPR 17  | AUT FEA 16  | AUT SPR 12  | GBR FEA Vi | GBR SPR Vi | HUN FEA 15 | HUN SPR 17 | BEL FEA T  | BEL SPR T  | ITA FEA 9  | ITA SPR Ki | RUS FEA 11  | RUS SPR 7   | UAE FEA 17  | UAE SPR Ki  | 17.      | 15   |
| 2020 | DAMS                | AUT1 FEA Ki | AUT1 SPR Ki | AUT2 FEA 10 | AUT2 SPR 7 | HUN FEA 17 | HUN SPR 12 | GBR1 FEA 15 | GBR1 SPR Ki | GBR2 FEA Ki | GBR2 SPR Ni | ESP FEA 19† | ESP SPR Sér | BEL FEA    | BEL SPR    | ITA FEA    | ITA SPR    | MUG FEA    | MUG SPR    | RUS FEA    | RUS SPR    | BHR1 FEA 13 | BHR1 SPR 14 | BHR2 FEA 19 | BHR2 SPR 17 | 21.      | 3    |

† A versenyt nem fejezte be, de helyezését értékelték, mert teljesítette a futam több, mint 90%-át.

### Teljes Formula–1-es eredménysorozata
(Táblázat értelmezése)

(Félkövér: pole-pozícióból indult; dőlt: leggyorsabb kört futott) 

| Év   | Csapat     | 1   | 2   | 3   | 4   | 5   | 6   | 7   | 8   | 9   | 10  | 11  | 12  | 13  | 14     | 15     | 16  | 17     | 18     | 19  | 20  | 21  | Helyezés | Pont |
| ---- | ---------- | --- | --- | --- | --- | --- | --- | --- | --- | --- | --- | --- | --- | --- | ------ | ------ | --- | ------ | ------ | --- | --- | --- | -------- | ---- |
| 2017 | Toro Rosso | AUS | CHN | BHR | RUS | ESP | MON | CAN | AZE | AUT | GBR | HUN | BEL | ITA | SIN Tp | MAL Tp | JPN | USA Tp | MEX Tp | BRA | UAE |     | —        | —    |
| 2018 | Toro Rosso | AUS | BHR | CHN | AZE | ESP | MON | CAN | FRA | AUT | GBR | GER | HUN | BEL | ITA    | SIN    | RUS | JPN    | USA Tp | MEX | BRA | UAE | —        | —    |

### Le Mans-i 24 órás autóverseny
| Év   | Csapat     | Csapattárs                      | Autó            | Kategória | Kör | Összetett Helyezés | Kategória Helyezés |
| ---- | ---------- | ------------------------------- | --------------- | --------- | --- | ------------------ | ------------------ |
| 2021 | Jota Sport | Stoffel Vandoorne Tom Blomqvist | Oreca 07-Gibson | LMP2      | 363 | 7.                 | 2.                 |
| 2022 | Team WRT   | Robin Frijns René Rast          | Oreca 07-Gibson | LMP2      | 285 | Kiesett            | Kiesett            |
| 2023 | Team WRT   | Robin Frijns Habsburg Ferdinánd | Oreca 07-Gibson | LMP2      | 327 | 13.                | 5.                 |
| 2024 | Team WRT   | Augusto Farfus Darren Leung     | BMW M4 GT3      | GT3       |     |                    |                    |

### Teljes FIA World Endurance Championship eredménysorozata
(Táblázat értelmezése)

(Félkövér: pole-pozícióból indult; dőlt: leggyorsabb kört futott) 

| Év   | Csapat                    | Osztály | Kasztni      | Motor                  | 1     | 2     | 3      | 4      | 5      | 6     | 7     | 8     | 9     | Helyezés | Pont |
| ---- | ------------------------- | ------- | ------------ | ---------------------- | ----- | ----- | ------ | ------ | ------ | ----- | ----- | ----- | ----- | -------- | ---- |
| 2016 | Extreme Speed Motorsports | LMP2    | Ligier JS P2 | Nissan VK45DE 4.5 L V8 | SIL   | SPA   | LMS    | NÜR    | MEX    | COA   | FUJ 4 | SHA 2 | BHR 5 | 12.      | 40   |
| 2021 | Jota Sport                | LMP2    | Oreca 07     | Gibson GK428 4.2 L V8  | SPA 3 | ALG 2 | MNZ 5  | LMS 2  | BHR 2  | BHR 3 |       |       |       | 2.       | 131  |
| 2022 | WRT                       | LMP2    | Oreca 07     | Gibson GK428 4.2 L V8  | SEB 2 | SPA 1 | LMS Ki | MNZ 12 | FUJ 1  | BHR 1 |       |       |       | 2.       | 116  |
| 2023 | Team WRT                  | LMP2    | Oreca 07     | Gibson GK428 4.2 L V8  | SEB 6 | ALG 6 | SPA 6  | LMS 4  | MNZ Ki | FUJ 3 | BHR 2 |       |       | 4.       | 94   |
| 2024 | Team WRT                  | LMGT3   | BMW M4 GT3   | BMW P58 3.0 L I6 t     | QAT   | IMO   | SPA    | LMS    | SÃO    | COA   | FUJ   | BHR   |       | *        | *    |

* A szezon jelenleg is zajlik.

### Teljes Európai Le Mans-széria eredménylistája
| Év   | Csapat     | Osztály | Kasztni             | Motor                  | 1     | 2   | 3   | 4     | 5   | 6   | Helyezés | Pont |
| ---- | ---------- | ------- | ------------------- | ---------------------- | ----- | --- | --- | ----- | --- | --- | -------- | ---- |
| 2016 | SMP Racing | LMP2    | BR Engineering BR01 | Nissan VK45DE 4.5 L V8 | SIL 5 | IMO | RBR | LEC   | SPA | EST | 24.      | 10   |
| 2021 | Jota Sport | LMP2    | Oreca 07            | Gibson GK428 4.2 L V8  | CAT   | RBR | LEC | MNZ 3 | SPA | ALG | HN‡      | 0‡   |

‡ Mivel Gelael vendégpilóta volt, ezért nem részesült bajnoki pontokban.

### Teljes Ázsiai Le Mans-széria eredménylistája
| Év      | Csapat               | Osztály | Kasztni            | Motor                  | 1      | 2      | 3     | 4     | 5   | Helyezés | Pont |
| ------- | -------------------- | ------- | ------------------ | ---------------------- | ------ | ------ | ----- | ----- | --- | -------- | ---- |
| 2015–16 | Jagonya Ayam Eurasia | LMP2    | Oreca 03R          | Nissan VK45DE 4.5 L V8 | FUJ    | SEP    | BUR 1 | SEP 1 |     | 3.       | 51   |
| 2021    | Jota                 | LMP2    | Oreca 07           | Gibson GK428 4.2 L V8  | DUB 2  | DUB 5  | YMC 1 | YMC 1 |     | 2.       | 78   |
| 2023–24 | Team Project 1       | GT      | BMW M4 GT3         | BMW P58 3.0 L I6 t     | SEP 20 | SEP 18 |       |       |     | 19.      | 12   |
| 2023–24 | Saintéloc Racing     | GT      | Audi R8 LMS Evo II | Audi DAR 5.2 L V10     |        |        | DUB 4 | YMC   | YMC | 19.      | 12   |